# Vénetos (Galia)
Los vénetos (en latín, Veneti) fueron uno de los pueblos con los que se enfrentó Julio César durante la guerra de las Galias. Vivían en la costa oeste de Francia, en la península de Bretaña, que en la época romana formaba parte de una región llamada Armórica. Otros antiguos pueblos celtas históricamente testimoniados en Armórica incluyen a los redones, los coriosolites, los osismos, los esuvios y los námnetes. Los vénetos dieron su nombre a la moderna ciudad de Vannes.

## Características
Los vénetos habitaban el sur de Armórica, junto a la bahía de Morbihan. Construían sus plazas fuertes sobre prominencias costeras, que eran islas cuando la marea subía, y penínsulas cuando el marea bajaba. Su ciudad más destacada, y probablemente su capital, era Darioritum, hoy Vannes, mencionada por Ptolomeo en su Geographia. 
Eran en su época famosos por ser grandes marineros, acostumbrados a navegar por las difíciles aguas del océano Atlántico. Utilizaban barcos de altas proas y pesadas velas de cuero, sujetas a las cubiertas con gruesas sogas. Construían sus barcos con roble, con amplios montantes fijados con clavos de hierro del grosor de un pulgar. Esto hacía que sus barcos fueran fuertes, robustos y estructuralmente sólidos, capaces de resistir los vientos y el oleaje del Atlántico.

## Guerra de las Galias
En el año 57 a. C., los galos de las orillas atlánticas, inclusive los vénetos, se vieron obligados a someterse a la autoridad de César como gobernador. Tuvieron que firmar tratados y entregar rehenes como señal de buena fe. Sin embargo, en el año 56 a. C., los vénetos capturaron a algunos de los oficiales de Julio César mientras estaban buscando alimento dentro de sus territorios, intentando usarlos para intercambiarlos con los rehenes que César les había obligado a entregar. Enojado por lo que consideraba una ruptura de la ley, César se preparó para la guerra. No obstante, los vénetos constituyeron un importante impedimento para César. Acostumbrados los romanos a utilizar barcos de proas y cubiertas bajas, de las usadas en el Mediterráneo, fueron unos rivales formidables en el mar para las legiones de Roma. 

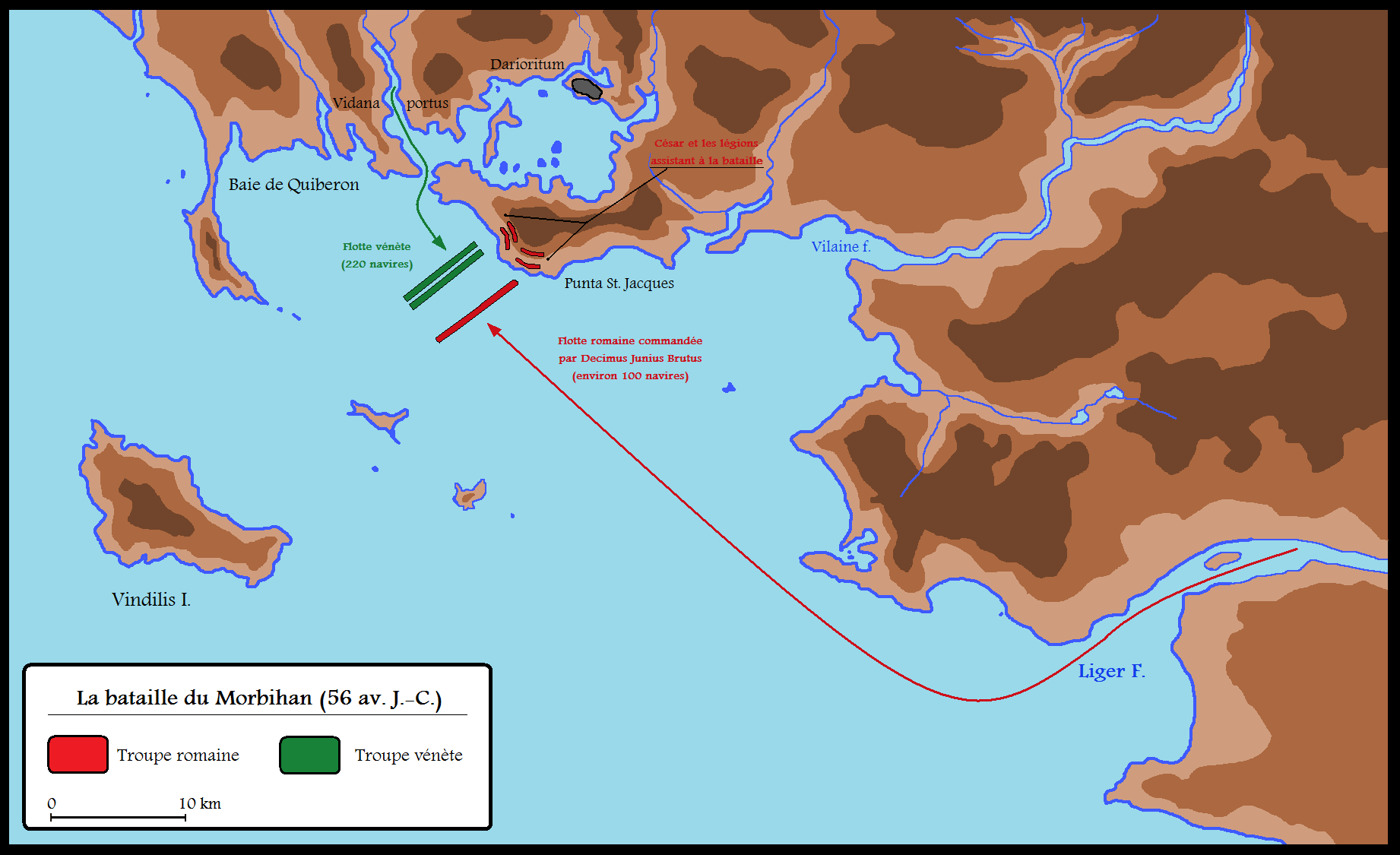
Batalla de Morbihan.

Los romanos eran sobre todo soldados de infantería y no muy marineros. Dada, además, la naturaleza altamente defendible de las fortalezas vénetas, los ataques por tierra se vieron frustrados por la marea alta, y las fuerzas navales quedaban atrapadas en las rocas cuando la marea se retiraba. A pesar de esto, César consiguió construir obras de asedio que proporcionaban a sus legiones una base de operaciones. Sin embargo, una vez que los vénetos fueron amenazados en una plaza fuerte, usaron su flota para evacuarla e irse a otra, obligando a los romanos a repetir la misma hazaña de ingeniería en otro lugar.
Puesto que la destrucción de la flota enemiga era la única forma permanente de poner fin a este problema, César dirigió la construcción de barcos. Sin embargo, sus galeras estaban en una seria desventaja en comparación con los más gruesos barcos vénetos. El grosor de sus barcos significaba que eran resistentes a las embestidas, mientras que su mayor altura significaba que podían lanzar proyectiles contra las cubiertas de los barcos romanos desde lo alto, e incluso dominar las torretas de madera que César había añadido a sus baluartes. Los vénetos maniobraban tan hábilmente a la vela que el abordaje era imposible. Estos factores, junto con el conocimiento íntimo de la costa y sus mareas, puso en gran desventaja a los romanos. 
Pero estas ventajas no podían prevalecer frente a la perseverancia e ingenio de los romanos. El legado de César, Décimo Junio Bruto Albino, recibió el mando de la flota romana, y en la decisiva batalla de Morbihan tuvo éxito al destruir la flota gala en la bahía de Quiberon. Así pues, César consiguió vencerlos inutilizando sus barcos. César se enfrentó con ellos en el mar, acercándose a los barcos y cortando las amarras de las velas, único apoyo con el que contaban los vénetos para mover sus barcos, ya que éstos no usaban remos. Ayudados los romanos por sus remos y por la gran movilidad de sus naves, lograron inmovilizarlos y abordarlos, y toda la flota véneta cayó en sus manos. Las plazas fuertes de la costa fueron entonces saqueadas y toda la población masacrada o vendida como esclavos. Esto sirvió de lección al resto de la confederación respecto al destino que esperaba a aquellos que desafiaran a Roma.
Después de esta derrota no volvieron a levantarse contra Roma de forma seria, pues César decidió matarlos o dispersarlos. Siendo tan buenos marineros y no siendo plausible que toda su flota fuera destruida, es muy probable que se retiraran por la costa gala llegando incluso a Britania...